# (5037) Habing
(5037) Habing (6552 P-L) – planetoida z pasa głównego asteroid okrążająca Słońce w ciągu 3,43 lat w średniej odległości 2,27 j.a. Odkryta 24 września 1960 roku.